# Attention privés !
Pour plus de détails, voir Fiche technique et Distribution.
Attention privés ! (anglais : Detective School Dropouts ; italien : Asilo di polizia) est une comédie policière américano-italienne réalisée par Filippo Ottoni et sortie en 1986.

## Synopsis
Donald et Paul sont deux enquêteurs new-yorkais impliqués dans une guerre entre des gangs italo-américains qui se disputent le marché du fromage à New York et à Rome.

## Fiche technique
- Titre original anglais : Detective School Dropouts
- Titre italien : Asilo di polizia[1]
- Titre français : Attention privés ![2]
- Réalisateur : Filippo Ottoni
- Scénario : Lorin Dreyfuss (en), David Landsberg (en), Filippo Ottoni
- Photographie : Giancarlo Ferrando (it)
- Montage : Cesare D'Amico
- Musique : George S. Clinton
- Décors : Antonello Geleng
- Production : Menahem Golan, Yoram Globus, John Thompson, Mario Cotone
- Société de production : Cannon Group
- Pays de production :  Italie -  États-Unis
- Langue originale : italien
- Format : Couleur par Telecolor - 1,85:1 - Son Dolby - 35 mm
- Durée : 95 minutes
- Genre : Film policier
- Dates de sortie :
  - États-Unis : 8 août 1986
  - Italie : 28 novembre 1986
  - France : 17 décembre 1986[2]

## Distribution
- David Landsberg (en) : Donald Wilson
- Lorin Dreyfuss (en) : Paul Miller
- Christian De Sica : Carlo Lombardi
- Valeria Golino : Caterina Zanetti
- Loris Bazzocchi : Fredo
- Alberto Farnese : Don Falcone
- John Karlsen : guide du musée
- Mario Brega : le père de Lombardi
- Ennio Antonelli : Riccardino
- Giancarlo Prete : Mario Zanetti
- Franco Angrisano : Oncle Baba
- Amy Werba : la religieuse

## Exploitation
Le film n'a pas eu de succès au box-office, mais a acquis par la suite le statut de film culte. Il est connu pour ses valeurs de production à petit budget, sa bande-son de synthétiseurs des années 80, et pour être le seul film du Cannon Group dont les recettes sont inférieurs au budget. Cependant, il est également représentatif de la culture des années 1980, à l'époque où le slapstick a brièvement regagné en popularité auprès du public américain.